# Sergueï Kopylov
Sergueï Vladimirovitch Kopylov (russe : Сергей Владимирович Копылов), né le 29 juillet 1960 en Union soviétique, est un coureur cycliste spécialisé dans les épreuves de vitesse et du kilomètre.

## Biographie

### Champion du monde junior
En 1977, il termine vice-champion du monde de vitesse juniors, battu par un jeune pistard allemand de la RDA, Lutz Hesslich. En 1978, il remporte le titre mondial chez les juniors.
Sergeï Kopylov est âgé de 18 ans quand, en 1978, il participe  aux Championnats du monde de vitesse. Débuts modestes, puisqu'il est éliminé en finale des repêchages tandis que son coéquipier Sergueï Juralev accède aux 1/4 de finale. Kopylov est déjà un jeune compétiteur averti.

### Triple champion du monde
Un peu jeune encore lorsqu'aux Jeux olympiques de Moscou il parvient sur la troisième marche du podium, Kopylov s'adjuge trois titres de champion du monde au cours des trois années suivantes. Mais si le cumul des titres est fréquent, il est rarissime ici : championnat du monde de vitesse amateurs en 1981 et 1982, puis le championnat du monde du kilomètre en 1983. Le boycott des Jeux olympiques des Los Angeles l'empêche de connaître la consécration pour un coureur cycliste : le titre olympique.

## Palmarès
- 1977
  -  Médaillé d'argent du championnat du monde de vitesse juniors
- 1978
  -  Champion du monde de vitesse juniors
  -  Champion d'URSS de vitesse
  -  Champion d'URSS de tandem (avec Viktor Kopylov)
  -  Médaillé d'argent du championnat du monde du kilomètre juniors
- 1980
  -  Champion d'URSS de vitesse
  -  Médaillé de bronze de la vitesse aux Jeux olympiques de Moscou
- 1981
  -  Champion du monde de vitesse amateurs
  -  Champion d'URSS de vitesse
  -  Champion d'URSS du kilomètre
  - Grand Prix de Paris
  -  Médaillé de bronze du championnat du monde de kilomètre amateurs
- 1982
  -  Champion du monde de vitesse amateurs
  -  Champion d'URSS de vitesse
  - 2e du Grand Prix de Paris
- 1983
  -  Champion du monde du kilomètre amateurs
  -  Champion d'URSS de vitesse
  -  Champion d'URSS du kilomètre
  -  Médaillé d'argent du championnat du monde de vitesse amateurs
- 1984
  -  Champion d'URSS de vitesse
  -  Champion d'URSS du kilomètre
  - Grand Prix de Paris
  - Kilomètre aux Jeux de l'Amitié
  - 2e de la vitesse individuelle aux Jeux de l'Amitié